# The Beatles en los Estados Unidos

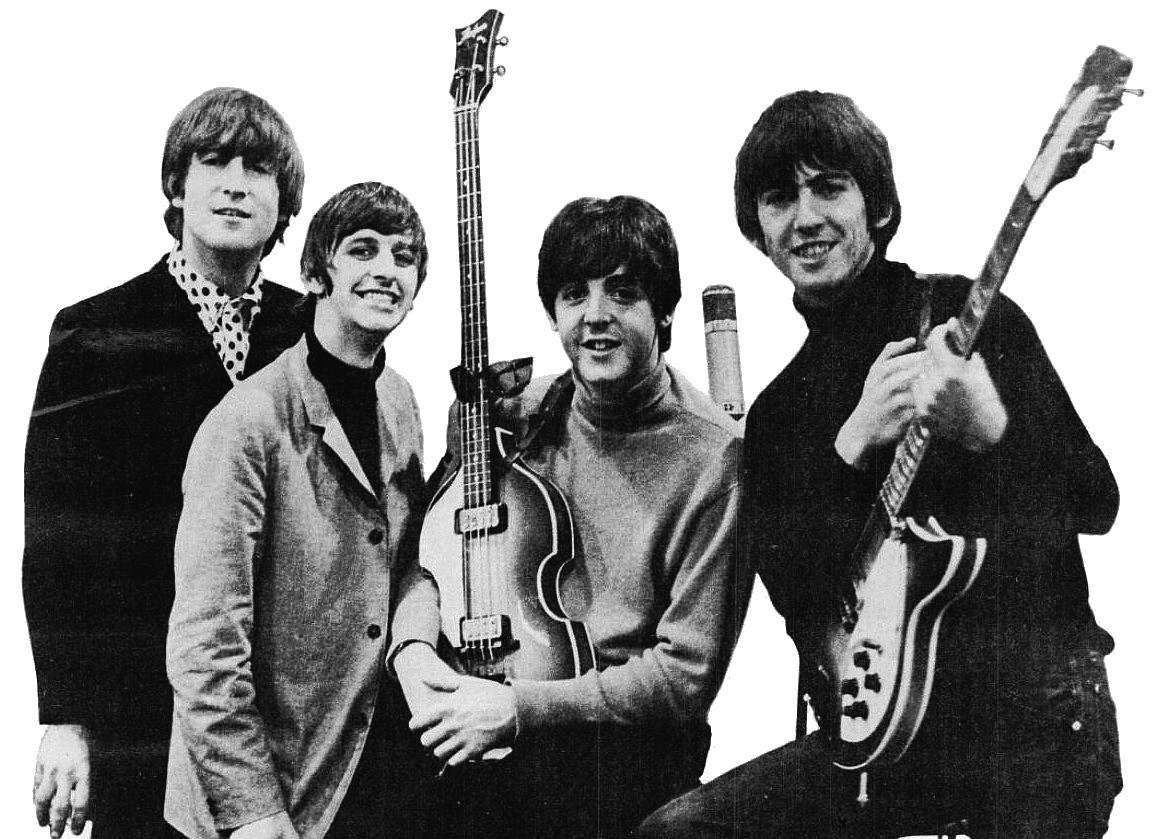
The Beatles.

La fama de The Beatles en los Estados Unidos, a partir de febrero de 1964, significó un importante éxito comercial en la historia de la banda. Además de establecer su prestigio internacional, cambió las bases de la música popular estadounidense, cuya propia evolución musical se había convertido en la tendencia mundial.
Su primera visita se produjo en un momento en que tenían gran popularidad en Gran Bretaña. La banda había logrado un importante éxito comercial, y 1963 había sido un año de exitosos conciertos y giras. El inicio de su popularidad en los Estados Unidos, a principios de 1964, se caracterizó por la intensa demanda del sencillo "I Want to Hold Your Hand" —que vendió cerca de uno y medio millones de copias en menos de tres semanas— y la llegada de la banda el mes siguiente. La visita, promocionada con cinco millones de carteles, fue un momento determinante en la historia de The Beatles y el punto de partida de la invasión británica.
Tras una serie de populares conciertos y apariciones en televisión durante su visita de febrero de 1964, regresaron para hacer giras en agosto de 1964 y nuevamente en agosto de 1965. En agosto de 1966 volvieron una vez más, y aunque esta gira fue un éxito comercial, coincidió con una tormenta de protestas públicas en los Estados Unidos, tras la publicación de un comentario de John Lennon sobre el cristianismo. La gira de 1966 en los Estados Unidos marcó el fin de los días de concierto de The Beatles. La banda dejó de realizar conciertos comerciales, y en cambio se dedicó a la creación de material nuevo en el estudio de grabación.

## Antecedentes
En el Reino Unido, The Beatles habían logrado ser populares desde principios de 1963; pero en los Estados Unidos, Capitol Records, la filial americana de la compañía discográfica de la banda, EMI, se había negado a emitir sus sencillos. El fenómeno de la Beatlemanía en el Reino Unido fue recibido con entusiasmo por la prensa estadounidense, una vez que se publicaron los primeros comentarios. A finales de 1963, los periódicos y revistas comenzaron a reportar que en el Reino Unido se había desarrollado un interés en algo que había desaparecido desde hace mucho tiempo en los Estados Unidos: el rock and roll. En las portadas aparecían frases como "La nueva locura", y "Un escarabajo muerde a los británicos", y los escritores empleaban juegos de palabras uniendo "escarabajo" con "la plaga" que afecta al Reino Unido. El 22 de noviembre de 1963, la CBS Morning News publicó un especial de cinco minutos sobre la Beatlemanía en el Reino Unido. La repetición del programa en la noche fue cancelado tras el asesinato de John F. Kennedy el mismo día. El 10 de diciembre, Walter Cronkite decidió transmitir el programa de nuevo en la CBS Evening News, ocasionando un estrepitoso interés por la banda, lo que llevó al apresurado lanzamiento del sencillo "I Want to Hold Your Hand" —solo dos semanas antes de la visita de The Beatles— logrando un importante avance comercial en los Estados Unidos.

## Significado

### En la cultura popular estadounidense
La música de Memphis había sido durante un tiempo la influencia dominante en todo el mundo, y en la década de 1960, las bandas británicas, entre ellas The Beatles, aspiraban emular el sonido de sus músicos, como Elvis Presley —sin el cual, de acuerdo con Lennon, "no habrían existido The Beatles"—. La repentina popularidad de The Beatles, y la invasión británica provocada por su llegada, se convirtió en un importante suceso en los Estados Unidos, que no solo estableció la popularidad de las bandas británicas, sino que también afectó el estilo musical de las bandas estadounidenses, incluyendo las que posteriormente se formarían en Memphis.

### Situación estadounidense a principios de 1964

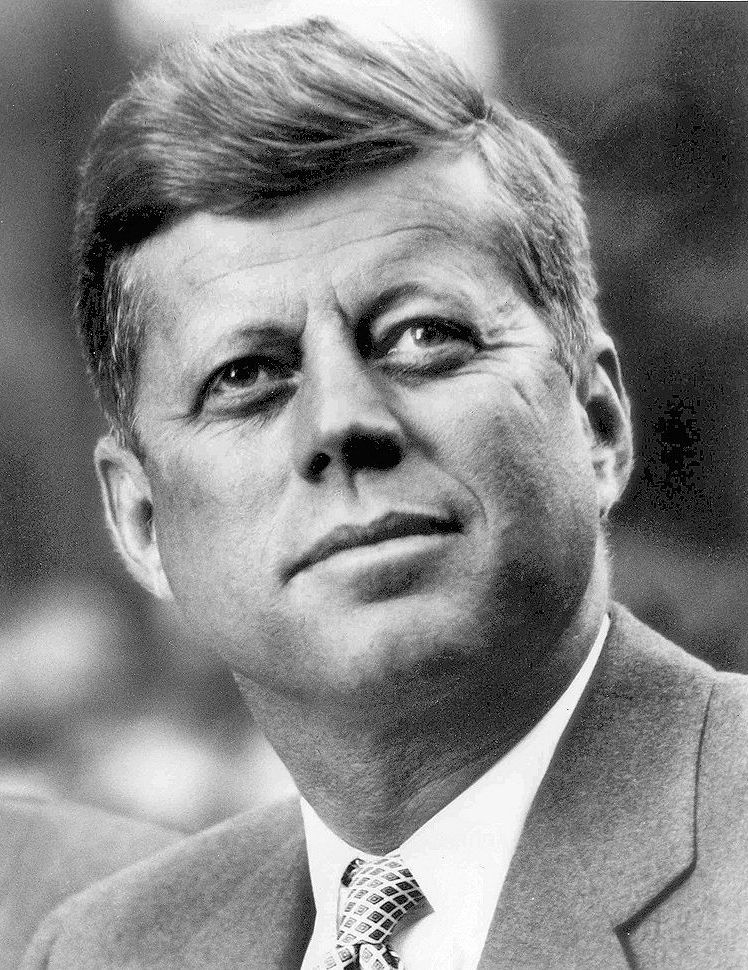
John F. Kennedy

Once semanas antes de su llegada a los Estados Unidos, había ocurrido un acontecimiento impactante: el asesinato del presidente, John F. Kennedy. La nación estaba de luto, temerosa e incrédula. El homicidio se produjo después de quince años de tensión por la Guerra Fría. Los motivos y la identidad del asesino, estaban en duda, y seguiría siendo así hasta que la Comisión Warren publicó su informe en septiembre de 1964. Se trató de restablecer en todo el país un sentido de normalidad, aunque muchas personas tuvieron dificultades para enfrentar la situación, en particular los adolescentes, cuya incredulidad comenzó a ser remplazada por una reacción personal ante lo que había ocurrido; en los ensayos escolares escribían: "sentí que todo el mundo iba a caer sobre mí" y "nunca me sentí tan vacío en mi vida".

### Recepción internacional de The Beatles
Desde que la palabra "estrella" se utilizó por primera vez en la década de 1920, hasta el momento en que The Beatles adquirieron popularidad en los Estados Unidos y en consecuencia un mayor reconocimiento internacional, el país de origen de todas las superestrellas internacionales había sido Estados Unidos. Durante la inquietante conversación que hubo entre la banda a bordo de la aeronave que los trasladó a Nueva York en febrero de 1964, McCartney se había preguntado: "Ellos tienen sus propios grupos ¿Qué vamos a darles que ellos no tengan?".

### Influencias en The Beatles
Durante sus giras por los Estados Unidos, fueron presentados con Elvis Presley y Bob Dylan por primera vez. Fuertemente influenciados por Presley desde antes de su formación, la banda había intentado reunirse con él anteriormente, pero los arreglos nunca llegaron a concretarse. A sugerencia de Elvis, se reunieron en su sala de estar con sus guitarras y tocaron música durante una hora, en la cual discutieron sobre el negocio de la música e intercambiaron anécdotas personales. La otra reunión, con Dylan, influenció la música que The Beatles produjeron posteriormente, así como en el propio estilo musical de Dylan. Esto se hizo evidente tanto en la controversial adopción de Dylan de la guitarra eléctrica, como en los evidentes cambios de voz y estilo de tocar la guitarra de Lennon.

## Actuaciones estadounidenses de The Beatles

### Febrero de 1964

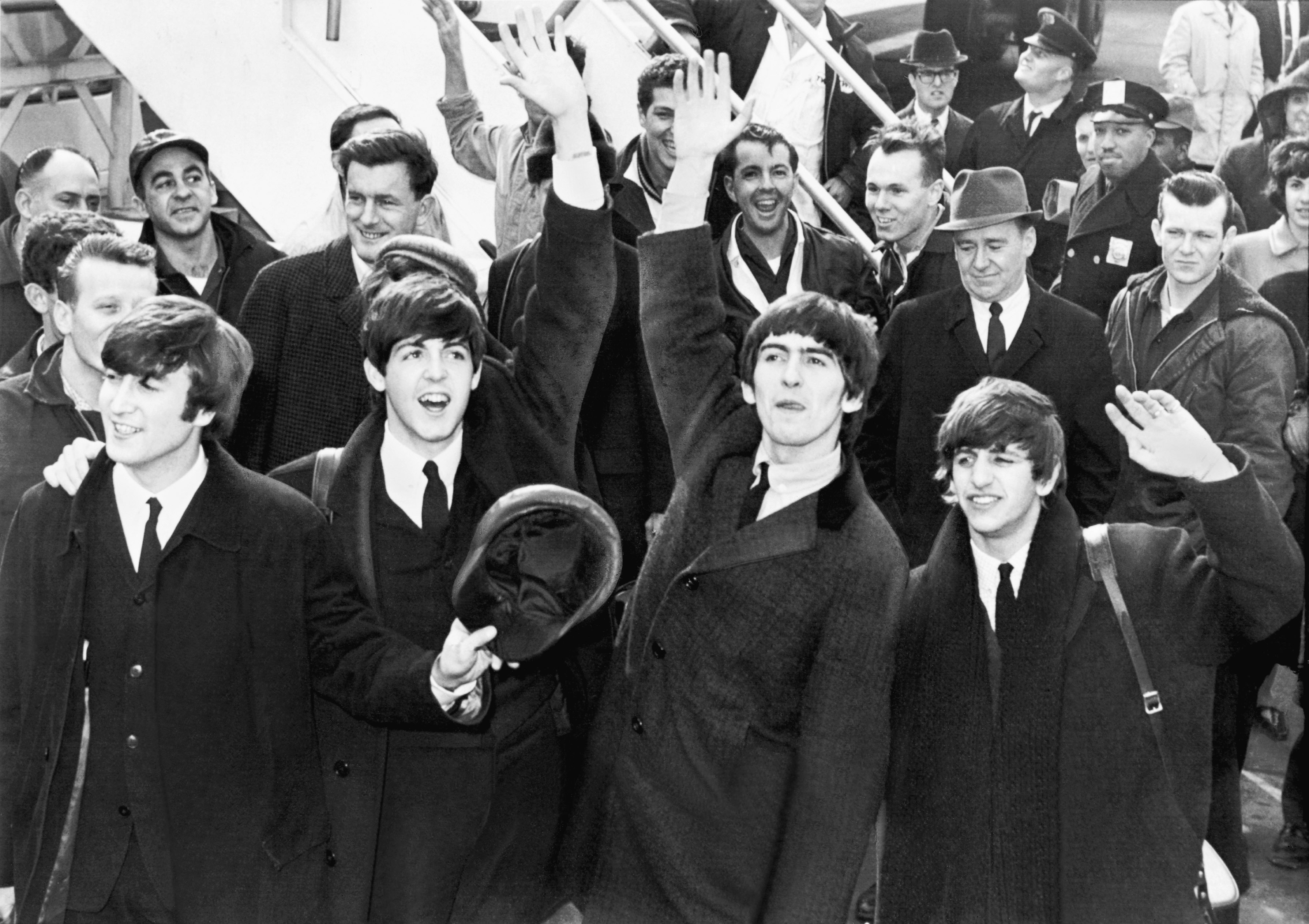
The Beatles arribando en los Estados Unidos por primera vez el 7 de febrero de 1964.

Un estimado de cuatro mil fanes estuvieron presentes el 7 de febrero de 1964 durante el despegue del vuelo 101 de Pan Am del Aeropuerto de Heathrow. Entre los pasajeros estaban The Beatles, en su primer viaje a los Estados Unidos como banda, con su séquito de fotógrafos y periodistas, y Phil Spector. Cuando el grupo llegó al recién renombrado Aeropuerto John F. Kennedy en Nueva York, fueron recibidos por una gran multitud de fanes, cuyo estimado fue nuevamente de cuatro mil personas, y los periodistas, que eran cerca de doscientos. Nunca antes se había visto reunida a tanta gente en el aeropuerto.
Después de una conferencia de prensa donde conocieron al disc jockey Murray the K, se subieron a su limusina —una para cada uno— y fueron llevados a la ciudad de Nueva York. En el camino, McCartney encendió la radio y escuchó un comentario en vivo que decía: "Ellos [The Beatles] acaban de salir del aeropuerto y están llegando a Nueva York [...]". Después de llegar al Plaza Hotel, la banda fue asediada por los fanes y los periodistas. Harrison tenía una fiebre de 102 °F (39 °C) y al día siguiente se le ordenó permanecer en la cama, por lo que Neil Aspinall, asistente personal de la banda, lo sustituyó en la guitarra durante el primer ensayo para El Show de Ed Sullivan. El domingo 9 de febrero de 1964, a las ocho de la noche, hicieron su primera actuación en vivo en Estados Unidos. Aproximadamente 74 millones de espectadores —cerca de la mitad del país— vio actuar al grupo en El Show Ed Sullivan. Según la cuota de pantalla, el programa tuvo el mayor número de audiencia televisiva del país.
Dos días después de su actuación en televisión, el 11 de febrero de 1964, dieron su primer concierto en los Estados Unidos, el cual tuvo lugar en el Washington Coliseum, un estadio deportivo en Washington D. C. El concierto contó con la asistencia de ocho mil aficionados. La banda estaba en la parte central de la arena, con el público alrededor, y hubo pausas regulares para permitir a la banda cambiar su equipo de posición y enfrentar al público en todas las direcciones. El concierto generó una intensa emoción. El día siguiente dieron un segundo concierto, en el Carnegie Hall de Nueva York, que contó con la asistencia de dos mil aficionados, y que nuevamente fue muy bien recibido. Tras el concierto en el Carnegie Hall, la banda viajó a Miami, y el domingo 16 de febrero de 1964 hicieron su segunda aparición televisiva en El Show de Ed Sullivan, que esta vez fue transmitido en vivo desde el Napoleon Ballroom del Hotel Deauville de Miami. Igual que sucedió el 9 de febrero, el programa atrajo alrededor de 70 millones de espectadores. El 22 de febrero de 1964 la banda regresó al Reino Unido. Al llegar al aeropuerto de Heathrow, a las 7:00 a. m., se encontraron con aproximadamente diez mil aficionados.

### Agosto de 1964

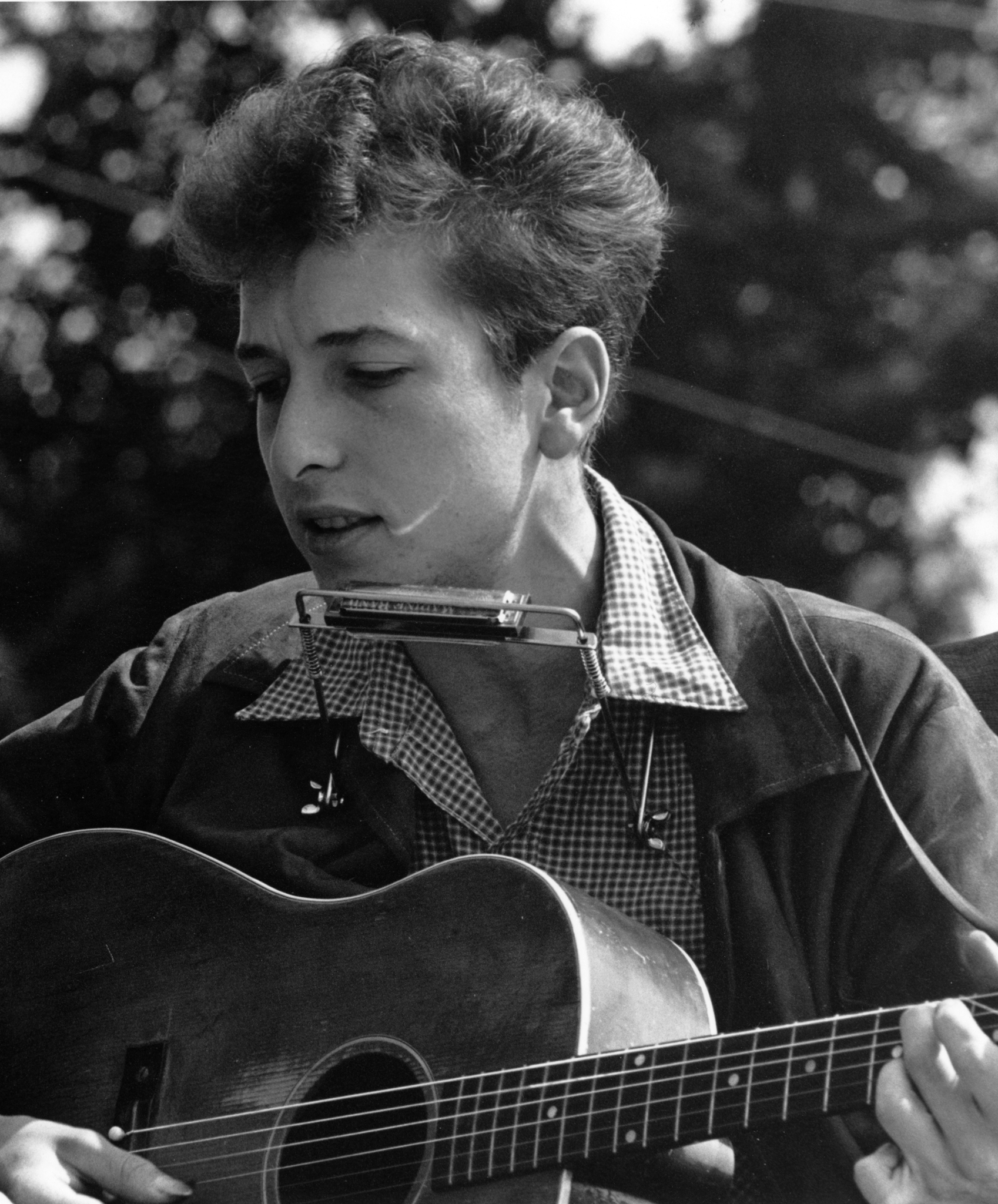
Bob Dylan, con quien The Beatles se reunieron en 1964.

En agosto de 1964, volvieron a los Estados Unidos para una segunda visita, esta vez para una larga gira de un mes. Se recibió una solicitud de la oficina de prensa de la Casa Blanca, que pidió que The Beatles se fotografiaran con el nuevo Presidente de los Estados Unidos, Lyndon B. Johnson, colocando una guirnalda en la tumba de John F. Kennedy. La solicitud fue rechazada cortésmente por Brian Epstein, ya que era política del grupo no aceptar invitaciones "oficiales". Durante la gira dieron treinta conciertos, comenzando en San Francisco y terminando en Nueva York, en total fueron veintitrés ciudades las que se visitaron.
En cada lugar, el concierto fue tratado como un gran acontecimiento por la prensa local y contaron con la asistencia de diez a veinte mil fanes, cuya entusiasta respuesta a la banda produjo tales niveles de sonido que dejaban la música semi-audible. La gira dejó ganancias de más de un millón de dólares por entradas, también estimuló un incremento en la venta de discos y dio lugar a que la mercancía relacionada con The Beatles fuera un negocio rentable.
A estas alturas del año, la invasión británica —iniciada por su primera actuación en Estados Unidos— fue cobrando impulso, y otras bandas británicas como The Dave Clark Five, Billy J. Kramer y Gerry & The Pacemakers fueron llegando a los Estados Unidos. Un tercio de todos los éxitos del Top Ten estadounidense en 1964 fueron de artistas británicos. Después del último concierto de la gira, realizado en Nueva York, la banda se reunió por primera vez con Bob Dylan, una reunión lograda a instancias del periodista neoyorquino Al Aronowitz, quien arregló que lo visitaran en su hotel antes de regresar al Reino Unido.

### Agosto de 1965
En junio de 1965, después de completar una gira europea de dos semanas en Francia, Italia y España, asistieron a la premier en Londres de la película Help!, y luego regresaron a los Estados Unidos para otra gira de dos semanas. La gira comenzó con un concierto en el Shea Stadium el 15 de agosto. El estadio circular había sido construido el año anterior, e inaugurado el 17 de abril de 1964, con asientos colocados en cuatro pisos de forma ascendente, y todos se llenaron para el concierto. Fue la primera presentación que realizaron en un estadio al aire libre y los boletos para el evento se agotaron en diecisiete minutos.
La gira de 1965 fue muy exitosa, con una buena asistencia en cada uno de los diez conciertos. El concierto de apertura en el Shea Stadium atrajo una audiencia de cincuenta y cinco mil, la más grande que tendrían en cualquier presentación en vivo. La banda llegó en un coche blindado. Después del último concierto de la gira de 1965, que tuvo lugar en el Cow Palace de San Francisco, aceptaron una invitación para visitar a Elvis Presley antes de regresar al Reino Unido.

### Agosto de 1966
Tras el lanzamiento en el Reino Unido y Estados Unidos de su nuevo álbum Revolver en agosto de 1966, regresaron a los Estados Unidos para lo que sería su última gira. La visita coincidió con una serie de protestas públicas en contra de la banda, causadas por un comentario que Lennon había hecho acerca del cristianismo. Debido a la gravedad de las manifestaciones, que incluyeron la quema pública de álbumes de The Beatles y afirmaciones de que eran el "anti-Cristo", Epstein consideró la posibilidad de cancelar la gira de catorce conciertos, temiendo por sus vidas. Sin embargo, siguieron adelante.
El ayuntamiento de Memphis decidió no permitir que "las instalaciones municipales se utilizaran como un foro para ridiculizar la religión de alguien", y votó a favor de cancelar los conciertos de The Beatles, aunque de hecho sí se llevaron a cabo. Hubo disturbios durante la gira, y una actuación fue interrumpida transitoriamente cuando un miembro de la audiencia arrojó un petardo, haciéndoles creer que les estaban disparando. También recibieron amenazas telefónicas y el Ku Klux Klan realizó protestas en contra de los conciertos de la banda. La última presentación fue en el Candlestick Park. A pesar de su éxito comercial, la gira se vio afectada por el estado de ánimo que prevalecía debido a la controversia, y en algunos lugares había filas de asientos vacías.

## Después de los Estados Unidos
La llegada de The Beatles a los Estados Unidos en 1964 marcó la expansión de la Beatlemanía del Reino Unido al resto del mundo, estableciendo la fama internacional del grupo, y provocando la invasión británica, la cual causó cambios en la cultura popular estadounidense. El concierto en el Candlestick Park durante la clausura de la gira estadounidense de 1966, marcó el final de un período de cuatro años dominados por las giras y conciertos, incluyendo cerca de sesenta presentaciones en los Estados Unidos, y más de mil cuatrocientos a nivel internacional. Desde su última gira en los Estados Unidos en 1966, hasta su disolución en 1970, no volvieron a dar más conciertos comerciales, en su lugar, se dedicaron únicamente a crear material nuevo en el estudio de grabación.